# Ташкентское высшее танковое командное училище
Чирчикское высшее танковое командно-инженерное училище (ЧВТКИУ) (узб. Chirchiq oliy tank komandir-muhandislik bilim yurti)— военное учебное заведение Министерства обороны Республики Узбекистан. Было создано в 1993 году на базе подразделения Министерства обороны СССР Ташкентского высшего танкового командного училища имени дважды Героя Советского Союза маршала бронетанковых войск П. С. Рыбалко (ТВТКУ).

## История

### Советский период

#### Создание училища
Осенью 1918 года в разных городах РСФСР было положено начало формированию пехотных училищ по подготовке младших командиров для Рабоче-крестьянской Красной Армии (РККА).
16 ноября 1918 года в Нижнем Новгороде были созданы пехотные курсы командного состава РККА. Дислокацией училища было выбрано здание бывшего городского епархиального училища. Первыми на обучение были взяты молодые рабочие завода «Красное Сормово».
Состав преподавателей набирался из опытных командиров, в числе которых были бывшие генералы Царской армии. Так среди преподавателей оказались генералы и полковники:
- Жилинский И. П. — старший преподаватель тактики
- Моравский Б. Н. — преподаватель инженерного дела
- Буссов К. И. — преподаватель огневой подготовки
- Горячев А. И. — начальник пехотных курсов

Первым заведующим учебной частью был назначен бывший прапорщик Царской армии Пухов Н. П..
Летом 1919 года был произведён первый выпуск командиров, которые приняли участие в боевых действиях на Южном фронте.

#### Межвоенный период
В 1921 году Нижегородские пехотные курсы были преобразованы в Нижегородскую пехотную школу командного состава РККА. Срок обучения увеличился до 3 лет.
15 марта 1932 года приказом Народного комиссара по военным и морским делам СССР Нижегородская пехотная школа переименована в Нижегородскую бронетанковую школу имени И. В. Сталина. Была изменена ориентация училища, которая стала готовить командиров для механизированных позднее автобронетанковых войск. Для обучения по специальности в школе была создана новая учебно-материальная база. Согласно новой специализации в школе был сформирован 1-й танковый батальон, под руководством М. Ф. Терёхина.
С переименованием Нижнего Новгорода в 1932 году в Горький, учебное заведение получило наименование Горьковская бронетанковая школа.
1 мая 1933 года Горьковская бронетанковая школа впервые участвовала в военном параде с прохождением танков, экипажи которых были набраны из курсантов.
Осенью 1934 года состоялся первый выпуск командиров для механизированых войск.
В марте 1938 года бронетанковая школа была передислоцирована из Горького в Харьков, со сменой названия на Харьковское бронетанковое училище имени И. В. Сталина. В связи с созданием в Харькове второго танкового училища произошло изменение наименования на Первое Харьковское танковое училище имени Сталина (1-е ХТУ). Многие выпускники 1-го ХТУ приняли участие в боевых действиях на озере Хасан, Халхин-Гольском конфликте, в советско-финской войне.

#### Великая Отечественная война
С началом Великой Отечественной войны, ввиду острой нехватки командиров в июне 1941 года в училище был произведён внеочередной выпуск командиров, по которому в войска убыло 252 лейтенанта.
В июле 1941 года 1-е Харьковское танковое училище, как и остальные советские военные училища, приступило к формированию курсантских батальонов. В училище был сформирован Сводный курсантский ударный танковый батальон (29 танков Т-34 и 4 танка КВ-1) под командованием майора Гришина. 4 июля 1941 года он вошёл в состав 27-го танкового полка 14-й танковой дивизии 7-го механизированного корпуса, который вёл тяжёлые бои в Витебской области Белорусской ССР. Дивизия попав в окружение с боями вырвалась из него и была расформирована в августе 1941 года..
К сентябрю 1941 года фронт придвинулся к Харькову. 1-е Харьковское танковое училище было привлечено к обороне Харькова на дальних подступах, и курсантам был отдан приказ на организацию обороны совместно с курсантами Харьковского пехотного училища, в районе железнодорожной станции Бурынь и хутора Михайловского.
В связи с необходимостью подготовки кадров для автобронетанковых войск, курсанты были сняты с оборонительных позиций и по приказу Ставки Верховного главнокомандующего от 22 сентября 1941 года весь курсантский и преподавательский состав 1-го Харьковского танкового училища был передислоцирован в г. Чирчик Ташкентской области Узбекской ССР. В новом пункте дислокации училище получило наименование Ташкентское танковое училище. Как и все советские военные училища в период войны, Ташкентское танковое перешло на сокращённый годовой цикл обучения.
74 выпускника Харьковского и Ташкентского танкового училища, за героизм проявленный на полях сражений, были удостоены звания Герой Советского Союза.

#### Послевоенный период

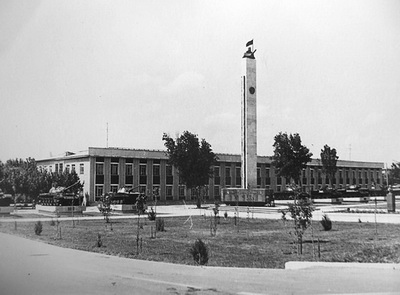
Одна из казарм на территории училища и мемориал танкистов.

В 1946 году в училище был осуществлён переход с сокращенного срока обучения на двухлетний.
В 1949 году был установлен трехлетний срок обучения.
В связи с заслугами по подготовке кадров в годы Великой Отечественной войны, Ташкентскому танковому училищу в декабре 1961 года было присвоено имя маршала бронетанковых войск Павла Семёновича Рыбалко.
В апреле 1966 года Ташкентское танковое училище получает статус высшего учебного заведения и переходит на 4-летний цикл обучения. Выпускники училища стали получать диплом о высшем техническом образовании.
4 выпускника Ташкентского танкового училища, за героизм проявленный в боевых действиях в ходе Афганской войны 1979—1989 годов, были удостоены звания Герой Советского Союза.
За советский период существования около 200 выпускникам было присвоено генеральское звание.

### Училище в независимом Узбекистане
В 1992 году Ташкентское высшее танковое командное училище перешло под юрисдикцию Узбекистана. Вместе с ним Узбекистану отошли Ташкентское высшее общевойсковое командное училище и Самаркандское высшее военное автомобильное командно-инженерное училище. В связи с политикой властей республики нацеленной на полную подготовку офицерских кадров для вооружённых сил собственными силами, на базе доставшихся в наследство от СССР имевшихся военных учебных заведений, была осуществлена многопрофильная схема обучения. На базе танкового училища, которое в 1993 году сменило название на Чирчикское высшее танковое командное училище, были созданы факультеты по подготовке иных военно-учётных специальностей кроме как «командир танкового взвода».
Так с 1997 года и по нынешний момент, на факультетах Чирчикского высшего танкового командно-инженерного училища осуществляется подготовка по следующим 5 военно-учётным специальностям:
- командно-тактические специальности
  - командир танкового взвода — инженер по эксплуатации и ремонту бронетанкового вооружения и техники;
  - командир парашютно-десантного взвода — инженер по эксплуатации и ремонту бронетанкового вооружения и автомобильной техники;
  - начальник зенитно-ракетных комплексов ближнего действия и зенитных установок — инженер по эксплуатации радиотехнических средств.
- инженер по эксплуатации и восстановлению бронетанкового вооружения и техники
- офицер по работе с личным составом — преподаватель общественных наук

Обучение производится по 4-годичному циклу на 9 кафедрах.

## Почётный курсант
С 1925 года И. В. Сталин был почётным курсантом училища.

## Начальники училища
Неполный список начальников училища:
- Василий Иванович Морозов — 06.1928—04.1931[5]
- Михаил Фёдорович Вяземский — 1937—1938[5]
- Николай Павлович Пухов — 1938—1939[5]
- Борис Васильевич Делаков — 1940[5]
- Михаил Сидорович Вержбицкий — 1947—1949[11]
- Василий Васильевич Кошелев — 1949—1950[5]
- Иван Тимофеевич Потапов — 1950—1953
- Бурцев, Яков Александрович — март 1954—январь 1955 г.
- Кузнецов, Александр Степанович — 29.01.1955 — 8.10.1957[12].
- Владимир Иосифович Евсюков — 1960—1965[5]
- Василий Лукич Демченко[4] — до 1970 года[5]
- Анатолий Фёдорович Шамрай[4] — до 1977 года[5]
- Дмитрий Андреевич Леонов — 1977—1985[5]
- Фролов Борис Андреевич — 1985—1990[5]
- Юрий Набиевич Агзамов — 1990—1998[5]